# Eda Erdem
Eda Erdem, coniugata Dündar (Istanbul, 22 febbraio 1987), è una pallavolista turca, centrale del Fenerbahçe.

## Carriera

### Club
La carriera di Eda Erdem inizia nel 2000, giocando nelle giovanili del Beşiktaş: fa il suo esordio in Voleybol 1. Ligi con il club bianconero nella stagione 2004-05 e vi resta legata per quattro annate.
Approda al Fenerbahçe nel campionato 2008-09, conquistando in ambito nazionale sette scudetti, quattro edizioni della Coppa di Turchia e cinque della supercoppa nazionale, di cui viene eletta MVP nel 2009, mentre in ambito internazionale si aggiudica il campionato mondiale per club 2010, la Champions League 2011-12 e la Coppa CEV 2013-14; riesce anche a impreziosire le sue prestazioni con diversi riconoscimenti individuali come miglior servizio, miglior muro, miglior attaccante o miglior centrale.

### Nazionale
Nel 2005 fa il suo esordio in nazionale, con la quale negli anni seguenti si mette inizialmente in luce alla European League, vincendo un argento, un bronzo e un altro argento rispettivamente nelle edizioni 2009, 2010 e 2011; in questo periodo arrivano anche altri due bronzi al campionato europeo 2011 e al World Grand Prix 2012.
In seguito si aggiudica la medaglia di bronzo al campionato europeo 2017, seguita dagli argenti alla Volleyball Nations League 2018, insignita del premio di miglior centrale, e al campionato europeo 2019; viene inoltre premiata come miglior centrale in tre rassegne continentali consecutive, tra il 2015 e il 2019.
Nel 2021 vince la medaglia di bronzo alla Volleyball Nations League e al campionato europeo, ricevendo, in entrambi i casi, il premio come miglior centrale. Nel 2023 conquista la medaglia d'oro alla Volleyball Nations League, al campionato europeo e alla Coppa del Mondo.

## Palmarès

### Club
- Campionato turco: 7

2008-09, 2009-10, 2010-11, 2014-15, 2016-17, 2022-23, 2023-24
- Coppa di Turchia: 4

2009-10, 2014-15, 2016-17, 2023-24
- Supercoppa turca: 5

2009, 2010, 2015, 2022, 2024
- Campionato mondiale per club: 1

2010
- Champions League: 1

2011-12
- Coppa CEV: 1

2013-14

### Nazionale (competizioni minori)
- European League 2009
- European League 2010
- European League 2011
- Montreux Volley Masters 2016
- Montreux Volley Masters 2018

### Premi individuali
- 2009 - Supercoppa turca: MVP
- 2010 - European League: Miglior muro
- 2010 - Coppa del Mondo per club: Miglior servizio
- 2011 - Voleybol 1. Ligi: Miglior attaccante
- 2011 - European League: Miglior servizio
- 2014 - Voleybol 1. Ligi: Miglior muro
- 2015 - Campionato europeo: Miglior centrale
- 2016 - Champions League: Miglior centrale
- 2016 - Voleybol 1. Ligi: Miglior centrale
- 2017 - Sultanlar Ligi: Miglior centrale
- 2017 - Campionato europeo: Miglior centrale
- 2018 - Volleyball Nations League: Miglior centrale
- 2019 - Campionato europeo: Miglior centrale
- 2020 - Qualificazioni europee ai Giochi della XXXII Olimpiade: Miglior centrale
- 2021 - Volleyball Nations League: Miglior centrale
- 2021 - Campionato europeo: Miglior centrale
- 2022 - Sultanlar Ligi: Miglior centrale
- 2023 - Sultanlar Ligi: Miglior centrale
- 2024 - Sultanlar Ligi: Miglior centrale